# Las Casillas (Ávila)
Las Casillas es una localidad española del municipio de Hoyorredondo, perteneciente a la provincia de Ávila, en la comunidad autónoma de Castilla y León.

## Historia
Hacia mediados del siglo XIX el lugar ya pertenecía a Hoyorredondo. Aparece descrito en el sexto volumen del Diccionario geográfico-estadístico-histórico de España y sus posesiones de Ultramar de Pascual Madoz de la siguiente manera:

CASILLAS: l. de la prov. y dióc. de Avila (11 leg.), part. jud. de Piedrahita (1), ayunt. y felig. de Hoyoredondo, en cuyos pueblos estan incluidas las circunstancias de localidad pobl. y riqueza (V.).
(Madoz, 1847, p. 67)

En 2022, tenía empadronados 2 habitantes.